# Unix编程艺术
《Unix编程艺术》（英語：The Art of Unix Programming）是系统介绍Unix系统领域中的历史、设计和开发哲学、思想文化体系、原则与经验方面的书籍，作者埃里克·雷蒙。

## 内容简介
本书由作者历时5年创作而成。作者全面介绍UNIX的历史文化，哲学思想、设计模式、工具、传统，及UNIX作为世界上最好且最具创新意义的软件，并展示了如何将其拓展到Linux和当今的开源（open-source）运动中，内容涉及社群文化、软件开发设计与实现，覆盖面广、内容深邃。包括Unix设计者在内的多位领域专家也为本书贡献了内容。

## 部分版本
- 英文原版，由Addison-Wesley于2003年9月17日出版，ISBN 0-13-142901-9。
- 影印版，于2004年5月由中国电力出版社出版影印版，507页，ISBN 9787508322070。
- 中译版，于2006年2月由电子工业出版社出版，姜宏、何源、蔡晓骏翻译，525页，ISBN 9787121021169。
- 在线版本，一个基于the terms of the Creative Commons Attribution-NoDerivs 1.0 授权及附加限制性条款发布的在线版本，供出售或其他以营利为目的使用培生教育。